# Eaton Socon
Eaton Socon är en ort i civil parish St. Neots, i distriktet Huntingdonshire, Storbritannien. Den ligger i distriktet Huntingdonshire i grevskapet Cambridgeshire i riksdelen England, i den sydöstra delen av landet, 80 km norr om huvudstaden London. Eaton Socon ligger 24 meter över havet och antalet invånare är 12 712. Eaton Socon var en civil parish fram till 1965 när blev den en del av St. Neots, Staploe och Roxton. Civil parish hade 3 264 invånare år 1961. Byn nämndes i Domedagsboken (Domesday Book) år 1086, och kallades då Etone.
Terrängen runt Eaton Socon är platt. Runt Eaton Socon är det ganska tätbefolkat, med 230 invånare per kvadratkilometer. Närmaste större samhälle är Bedford, 15,2 km sydväst om Eaton Socon. Trakten runt Eaton Socon består till största delen av jordbruksmark.